# Constitució vivent

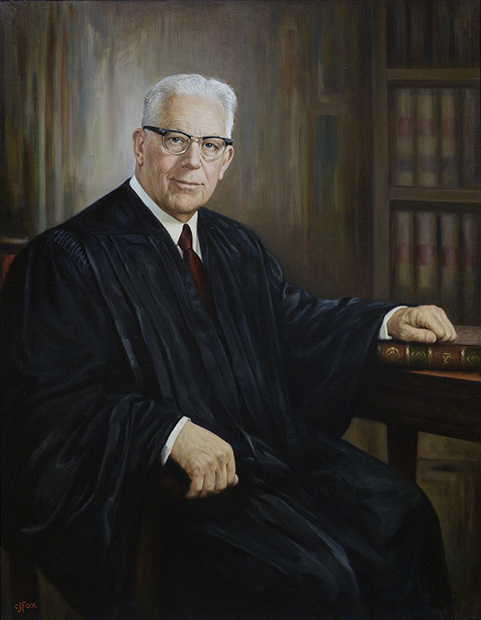
Earl Warren va liderar la Cort Suprema en un període caracteritzat per estendre dramàticament les llibertats civils reconegudes a la Constitució.

En el Dret dels Estats Units, la Constitució Vivent és una teoria d'interpretació constitucional segons la qual la Constitució és, fins a cert punt, dinàmica.

## Supòsits
A diferència de la seva teoria oposada, l'originalisme, la teoria de la constitució "vivent" planteja que el document inicial es manté independent dels qui el van redactar i ratificar i es desenvolupa en una societat evolutiva. Els seus proposants sostenen que els progressos socials s'han de tenir en compte a l'hora d'interpretar les frases clau de la Constitució dels Estats Units.
Dins aquesta doctrina hi ha una varietat de teories que poden, generalment, resumir-se en dues:
- Pragmatisme: segons el qual és inacceptable interpretar la Constitució sobre la base de punts de vista antics.
- Intenció: sosté que els autors de la Constitució la van redactar deliberadament en termes flexibles per crear un document dinàmic i "vivent".